# Cappella di Santa Maria del Principio
La Cappella di Santa Maria del Principio o Cappella di Santo Stefano e Santa Maria del Principio, è una cappella di Torre Annunziata risalente al XVII secolo.

## Storia
Situata a nord del Canale Conte di Sarno in località Principio, a poca distanza dall'autostrada A3, se ne ignora la data di costruzione, ma attestata come semidistrutta durante l'eruzione del Vesuvio del 1631, fu eretta sicuramente prima di tale data, quando il toponimo del luogo era Casa Cacace. Fu ricostruita nel 1669 dalla famiglia Anastasio, la quale riattò anche un edificio attiguo alla cappella, come ospizio per i frati Agostiniani.
Nota anche con il nome di S. Stefano, per una festa che anticamente si svolgeva in onore di questo santo, già in alcuni documenti del 1684 della Curia Arcivescovile di Napoli, era indicata come Cappella di Santo Stefano e Santa Maria del Principio.
Nel 1742 i documenti riportano che il luogo di culto, in cui vi si celebrava la messa la domenica e nei giorni del precetto, fu visitato dal Cardinale Spinelli arcivescovo di Napoli, il quale emanò un decreto in cui ordinava, affinché potessero continuare a svolgersi le pratiche di culto, dei lavori di restauro e la costruzione di una sacrestia e di un locale per la campana.
Fu restaurata da Pietro Anastasio nel 1753, il quale vantava sulla cappella il diritto dello jus patronatus.
La struttura conserva ancora l'impianto originale a pianta quadrata, il cui lato misura 15 palmi napoletani, pari a circa 4 metri.